# نظریه مطلوبیت انتظاری
مطلوبیت انتظاری، در نظریه تصمیم‌گیری، ارزش انتظاری یک تصمیم برای یک فرد است که با جمع کردن مطلوبیت حاصل از رخ دادن هرکدام از نتایج تصمیم ضرب‌در احتمال رخ دادن آن تصمیم، بدست می‌آید. مفهوم مطلوبیت انتظاری برای توضیح چگونگی تصمیم‌گیری افراد هنگام مواجه با ریسک توسعه داده شده‌است. نظریه مطلوبت انتظاری به ساده‌ترین بیان، ادعا می‌کند که تحت فروض خاصی زمانی که یک فرد بایستی بین چند لاتاری مختلف انتخاب کند، گزینه‌ای را انتخاب می‌کند که به وی بیشترین مطلوبیت انتظاری را بدهد.
نظریه مطلوبیت انتظاری، نظریه‌ای است که بیان می‌کند در صورتی که چند اصل در رابطه با ترجیحات افراد برقرار باشد، آنها دارای یک تابع مطلوبیت به شکل تابع مطلوبیت نویمان-مورگنشترن بر روی مجموعه‌ای از انتخاب‌های مختلف هستند (به عبارت دیگر طوری رفتار می‌کنند که گویا دارای این تابع مطلوبیت می‌باشند) و زمانی که با انتخاب‌های ریسک‌دار یا لاتاری مواجه می‌شوند، گزینه‌ای را انتخاب می‌کنند که مقدار انتظاری تابع مطلوبیت آنها را بیشینه کند.

## پیشینه
این تئوری در ابتدا در سال ۱۷۳۸ توسط دانیل برنولی توسعه داده شد و بعدها در سال ۱۹۴۷ بوسیلهٔ فون نویمان و اسکار مورگنشترن گسترش یافت. در این سال نویمان و مورگنشترن در کتاب خود به نام نظریه بازی‌ها و رفتار اقتصادی که توسط انتشارات دانشگاه پرینستون چاپ شد، ثابت کردند که هر فردی که ترجیحاتش چهار ویژگی خاص را داشته‌باشد، دارای یک تابع مطلوبیت است و وی همواره گزینه‌هایی را انتخاب می‌کند که مطلوبیت انتظاری خود را نسبت به این تابع خاص بیشینه کند. این بدان معنی است که آنها اثبات کرده‌اند که فرد (VNM-)عقلایی است اگر و تنها اگر یک تابع بر روی تمام پیشامدهای احتمالی به اعداد حقیقی وجود داشته‌باشد، که ترجیحات فرد به وسیله بیشینه‌کردن مقدار انتظاری این تابع نمایندگی شود. دقت شود که هیچ ادعایی در رابطه با اینکه فرد یک خودآگاهی یا میل به ماکزیموم کردن این تابع دارد، بیان نمی‌شود بلکه تنها ادعا می‌شود چنین تابعی وجود دارد.

## انگیزه به‌وجود آمدن نظریه
نظریه مطلوبیت نهایی در پاسخ به تناقض پیترزبورگ توسعه پیدا کرد. دانیل برنولی این تناقض را به صورت زیر تقریر کرده‌است:
«پیتر یک سکه می‌اندازد و در صورتی که شیر بیاید یک دلار به پائول می‌دهد و دوباره سکه می‌اندازد، در صورتی که سکه دوم هم شیر بیاید دو دلار به پائول می‌دهد و باز هم سکه می‌اندازد، در مرحله بعدی در صورتی که همچنان شیر بیاید ۴ دلار دیگر به پائول می‌دهد و باز هم سکه می‌اندازد، وی اینکار را تا زمانی انجام می‌دهد که سکه خط بیاید. واضح است که مقدار انتظاری این لاتاری بی‌نهایت است اما هیچ فرد عاقلی نیست که این لاتاری را به قیمت معقولی نفروشد بنابراین ارزش این لاتاری برای هیچ‌کس بینهایت نیست.»
دنیل برنولی ادعا کرد که بایستی یک تابع ریاضی برای اصلاح مقدار انتظاری استفاده شود. این روش امکان محاسبه ریسک‌گریزی را فراهم می‌آورد. در واقع برنولی ادعا کرد برای اینکه بتوان لاتاری‌های مختلف را با هم مقایسه نمود، بایستی به جای اینکه مقدار انتظاری آن‌ها را با هم مقایسه کرد، مقدار انتظاری یک تابع ریاضی را که بر روی رخدادهای مختلف تعریف می‌شود را مقایسه کرد. این پیشنهاد در عمل می‌توانست پارادوکس مذکور را به خوبی تبیین کند.

## اصول مورد نیاز
برای اینکه این تئوری برقرار باشد نیاز است که چهار اصل زیر در رابطه با تمایلات افراد برقرار باشد:
- کامل بودن ترجیحات به این معنا که فرد همواره بتواند بین دو گزینه انتخاب کند.

به زبان ریاضی برای هر دو گزینه A و B , {\displaystyle A\succeq B} یا {\displaystyle A\preceq B}.
- تعدی به این معنا که هرگاه گزینه A حداقل به خوبی گزینه B باشد و گزینه B حداقل به خوبی C باشد، A حداقل به خوبی C است.

به زبان ریاضی در صورتی که داشته باشیم {\displaystyle A\succeq B} و {\displaystyle B\succeq C}باید داشته باشیم {\displaystyle A\succeq C}.
- پیوستگی به این معنا که هیچ جهشی در ترجیحات افراد وجود ندارد. به عبارت دیگر تغییرات کوجک در احتمالات، در طبیعت رتبه‌بندی بین لاتاری‌ها تغییری ایجاد نمی‌کند. این شرط ترجیحاتی مانند ترجیحات لکسیکوگرافیک را از محدوده خارج می‌سازد.

به بیان ریاضی در صورتی که سه لاتاری B ,A و C به صورت {\displaystyle A\succeq B\succeq C} داشته‌باشیم؛ یک احتمال P به صورتی که B به‌طور مساوی به اندازه {\displaystyle pA+(1-p)C} خوب باشد، وجود دارد.
- استقلال، به این معنی است که در صورتی که من کوفته تبریزی را به قیمه برای ناهار ترجیح می‌دهم، در صورتی که یک ظرف سالاد هم بر غذای اصلی به من پیشنهاد شود، ترجیحات من بین کوفته تبریزی و قیمه تغییری نمی‌کند.

به زبان ریاضی در صورتی که B ,A و C سه لاتاری مختلف باشند و داشته باشیم {\displaystyle A\succeq B} و {\displaystyle t\in (0,1]}، آنگاه خواهیم داشت {\displaystyle tA+(1-t)C\succeq tB+(1-t)C}.
در صورتی که تمام این اصول برقرار باشد، یک تابع مطلوبیت وجود دارد که فرد یک لاتاری را به لاتاری دیگر ترجیح می‌دهد اگر و تنها اگر مقدار انتظاری مطلوبیت آن از دیگری بیشتر باشد. مطلوبیت انتظاری هر لاتاری را می‌توان به صورت ترکیب خطی از مطلوبیت نتایج مختلف نشان داد که در آن وزن مطلوبیت هر نتیجه با احتمال رخداد آن برابر است.

## کاربرد
مفهوم مطلوبیت انتظاری و نقش نظریه بیشینه کردن مطلوبیت انتظاری کاربردهای گسترده‌ای در زمینه‌های مربوط به تجارت دارد. برای مثال در بخش‌هایی مانند بیمه، سرمایه‌گذاری و بازاریابی از این مفهوم استفاده زیادی می‌شود. در این کاربردها معمولاً می‌توان مطلوبیت را به‌طور ساده سود یا زیان پولی در نظر گرفت و با استفاده از دانش تجارت احتمال رخ دادن هر نتیجه را تخمین زد؛ بنابراین می‌توان سود انتظاری هر گزینه را بدست‌آورد. در این صورت هر گزینه‌ای با بیشترین مطلوبیت انتظاری که در این حالت متناظر با بیشترین سود انتظاری است، با توجه به تئوری مطلوبیت انتظاری، گزینه بهینه می‌باشد.

## مطلوبیت انتظاری به عنوان یک نظریه هنجاری
در اقتصاد کلاسیک، نظریه مطلوبیت انتظاری به عنوان یک نظریه توصیفی به کار می‌رود به این معنا که این نظریه بیان می‌کند مردم چگونه تصمیم می‌گیرند یا به عنوان یک نظریه که قدرت پیش‌بینی می‌دهد، به این معنا که با وجود اینکه این نظریه ساز و کارهای روان‌شناختی تصمیم‌گیری را به‌طور دقیق مدل نمی‌کند اما با دقت قابل قبولی انتخاب‌های افراد را پیش‌بینی می‌کند. نظریه مطلوبیت انتظاری در بسیاری از موارد پیش‌بینی‌های غلطی در مورد تصمیم‌های افراد می‌کند اما این نظریه بیان نمی‌کند که افراد بایستی تصمیم‌های خود را بر اساس آن سامان دهند.
در صورتی که به این نظریه به عنوان یک نظریه هنجاری نگاه شود، به این معنا که این گزاره که بهترین انتخاب بین انتخاب‌های ممکن انتخابی است که مطلوبیت انتظاری را ماکزیموم کند به فرایند اثباتی مستقل از اثباتی که گفته شد نیاز است و لازم است برهان‌های دیگری از جنس برهان‌های فلسفه اخلاق اقامه شود.